# آبشار وینوی
آبشار وینوی (به لاتین: Wainui Falls) یک آبشار در نیوزیلند است که در ناحیه تاسمان واقع شده‌است.